# Angelitos negros (película de 1970)
Angelitos negros es una película dramática mexicana de 1970 escrita y dirigida por Joselito Rodríguez y protagonizada por Manuel López Ochoa, Martha Rangel, Titina Romay y la actriz estadounidense Juanita Moore. Es una nueva versión de la película de 1948 del mismo nombre, también dirigida por Rodríguez.

## Argumento
Juan Carlos Ruiz (Manuel López Ochoa) es un cantante que conoce a Ana Luisa de la Fuente (Martha Rangel), a quien Juan Carlos comienza a cortejar con éxito y rápidamente se casa. Ana Luisa demuestra tener prejuicios contra las personas de raza negra, incluyendo el no aceptar que Juan Carlos actúe junto a artistas mulatos, incluida Isabel (Titina Romay), a pesar de que la propia Ana Luisa tiene una niñera llamada Mercé (Juanita Moore) que la ha cuidado toda su vida y que es una mujer de color.
Ana Luisa pronto da a luz a una niña, Belén, que para su sorpresa y horror resulta ser de piel oscura, a quien Ana Luisa rechaza. Ana Luisa culpa a Juan Carlos por el color de piel de Belén, creyendo que él tiene ascendencia africana. Sin embargo, Juan Carlos descubre la verdad por el padre Francisco (Carlos Martínez Baena): en realidad, la verdadera madre de Ana Luisa es la niñera Mercé.

## Reparto
- Manuel López Ochoa como Juan Carlos Flores.
- Martha Rangel como Ana Luisa de la Fuente.
- Titina Romay como Isabel Contreras.
- Juanita Moore como Nana Mercé.
- Juanita Hernández Mejía como Belén.
- Neftalí López Páez como Sr. López Páez
- Norma Jiménez Pons como Maru Espinosa.
- Carlos Martínez Baena como Padre Francisco.
- Fedora Capdevila como Enfermera.
- Carlos Bravo y Fernández como Carlillos, reportero (no acreditado).
- Joselito Rodríguez como Don Mauricio Badú (no acreditado).